# サンタ・クルス・デ・テネリフェの海戦 (1706年)
サンタ・クルス・デ・テネリフェの海戦（サンタ・クルス・デ・テネリフェのかいせん、英語: Battle of Santa Cruz de Tenerife）はスペイン継承戦争中の1706年11月6日（グレゴリオ暦）、ジョン・ジェニングス率いるイングランド艦隊（船13隻）がサンタ・クルス・デ・テネリフェの奪取を試みて、失敗した戦闘。ジェニングスはイベリア半島におけるイングランド軍の勝利をもって、チャールズ2世の時代から主張されたカナリア諸島への主権の承認を要求したが拒否された。

## 戦闘
スペイン継承戦争中の1706年までに、スペイン王フェリペ5世はジブラルタルをジョージ・ルーク率いる英蘭連合艦隊に占領され、ビーゴ湾の海戦でガレオン船が燃やされるか拿捕され、さらに同盟軍がアラゴン、カタルーニャ、バレンシアを続々と占領した後、カスティーリャまで攻め込んできた。イングランドのジョン・ジェニングス提督は戦列艦12隻といくつかの小さい戦船でサンタ・クルス湾に侵入、町を占領しようとした。イングランド艦隊はうまく隠れた沿岸砲の砲撃に晒され、多くの損害を出した。
1度目の上陸がサン・クリストバル城のスペイン砲台で撃退された後、ジェニングスはサンタ・クルス当局に使者を送って謝り、攻撃は間違いであるとした。さらに、使者は武力占領について脅しつつ、当局にオーストリア側につくよう促した。不在だったアグスティン・デ・ロブレス総督（Agustín de Robles）に代わってサンタ・クルスの守備を指揮していた市長のホセ・デ・アヤラ・イ・ロハス（José de Ayala y Rojas）は拒否し、カナリア諸島のフェリペ5世への忠誠を確認した。彼は「たとえわがフェリペ王が半島で全てを失ったとしても、諸島は彼に忠誠のままだ」と述べた。その後、イングランド艦隊は撤退した。

## その後
イングランド艦隊は夜の間にそそくさと撤退したが、スペインの武装民兵隊はサンタ・クルスを2日間見回りし、ラ・パルマ島を数か月間見回った。この勝利により、サンタ・クルス・デ・テネリフェの紋章にライオンのあたまがもう1つ追加された（3つ目は1797年にホレーショ・ネルソンを撃退した後に追加された）。イギリスは1743年にカナリア諸島を再び攻撃したが、またもや失敗した。